# Ad Mare
Ad Mare (“Para o mar” em Latim; estilizado em letras maiúsculas) é o single álbum de estreia do girl group sul-coreano Nmixx. O single álbum foi lançado pela JYP Entertainment em 22 de fevereiro de 2022, e contém quatro faixas, contendo o single principal "O.O", o lado B "Tank" (占) e instrumentais para ambas as canções.

## Antecedentes e lançamento
Em 9 de julho de 2021, a JYP Entertainment anunciou que estrearia um novo girl group em fevereiro de 2022, o primeiro desde Itzy em 2019. Em 2 de fevereiro de 2022, foi anunciado que o grupo estrearia em 22 de fevereiro com o lançamento de Ad Mare. Seis dias depois, a lista de faixas foi lançada com "O.O" anunciado como single. Em 17 de fevereiro, o primeiro teaser do videoclipe de "O.O" foi lançado. Dois dias depois, o vídeo teaser do medley de destaque foi lançado. Em 21 de fevereiro, o segundo teaser do videoclipe de "O.O" foi lançado. O single álbum ao lado do videoclipe de "O.O" foi lançado em 22 de fevereiro.

## Composição
O single "O.O" foi descrito como uma canção com "mistura de baile funk e teen pop rock" com "intensa e cativante introdução de trap". "Tank" foi descrita como uma canção com "vocais legais e raps únicos" que apresenta o "timbre e agudos explosivos" da integrante Lily com letras que "comparam a atitude confiante e ambiciosa de um tanque".

## Recepção crítica
| Críticas profissionais | Críticas profissionais |
| Avaliações da crítica  | Avaliações da crítica  |
| Fonte                  | Avaliação              |
| ---------------------- | ---------------------- |
| NME                    | [ 10 ]                 |

NME deu Ad Mare 2 de 5 estrelas, chamando-o de "inconsistente" e "agitado" devido a transições desiguais de electropop para pop rock e hip-hop de "O.O". Embora apreciasse as melodias mais simples de "Tank", concluiu que o último não era capaz de "aliviar o dano que 'O.O' causa".

## Desempenho comercial
Ad Mare estreou em terceiro lugar na Gaon Album Chart da Coreia do Sul na edição da parada datada de 20 a 26 de fevereiro de 2022; na parada mensal, o single álbum estreou em terceiro lugar na edição de fevereiro de 2022, com 161.312 cópias vendidas.

## Promoção
Em 18 de fevereiro de 2022, a JYP Entertainment anunciou que o showcase de estreia do grupo seria adiado para 1 de março depois que a integrante Bae foi diagnosticada com COVID-19.

## Lista de faixas
| Lista de faixas para Ad Mare |                    |                                                                        | |                                                      |         |  |
| N.º                          | Título             | Letras                                                                 | Música | Arranjo                                              | Duração |  |
| 1.                           | "Tank" (占)        | Dr.JO (153/Joombas) Oh Hyun-seon (Lalala Studio) Jung Jun-ho Oh Yu-won | Dwayne Abernathy Jr. Ryan S. Jhun Ericka J. Coulter Deanna DellaCioppa Matthew Jaragin                                                                                         | Dem Jointz Ryan S. Jhun                              | 2:48    |  |
| 2.                           | "O.O"              | Dr.JO (153/Joombas)                                                    | Brian U (The Hub) Enan (The Hub) MarkAlong (The Hub) Charlotte Wilson (The Hub) Chanti (The Hub) EJAE Awry (The Hub) Ayushy (The Hub) Jan Baars (The Hub) Rajan Muse (The Hub) | Brian U (The Hub) Enan (The Hub) MarkAlong (The Hub) | 2:52    |  |
| 3.                           | "Tank" (占; Inst.) |                                                                        | Dwayne Abernathy Jr. Ryan S. Jhun Ericka J. Coulter Deanna DellaCioppa Matthew Jaragin                                                                                         | Dem Jointz Ryan S. Jhun                              | 2:48    |  |
| 4.                           | "O.O" (Inst.)      |                                                                        | Brian U (The Hub) Enan (The Hub) MarkAlong (The Hub) Charlotte Wilson (The Hub) Chanti (The Hub) EJAE Awry (The Hub) Ayushy (The Hub) Jan Baars (The Hub) Rajan Muse (The Hub) | Brian U (The Hub) Enan (The Hub) MarkAlong (The Hub) |         |  |
| Duração total:               | Duração total:     | Duração total:                                                         | Duração total: | Duração total:                                       | 11:20   |  |

## Créditos e pessoal
Créditos adaptados de Melon.
Estúdio
- A Team Studio – gravação (faixa 1 e 3)
- JYPE Studios – gravação (faixa 2 e 4), edição de vocal (faixa 2)
- Alawn Music Studios – mixagem (faixa 1 e 3)
- Canton House Studios – mixagem (faixa 2 e 4)
- 821 Sound Mastering – masterização (faixa 1 e 3)
- Sterling Sound – masterização (faixa 2 e 4)

Pessoal
- Dr.JO (153/Joombas) – letra (faixa 1 e 2)
- Oh Hyun-seon (Lalala Studio) – letra (faixa 1)
- Jung Jun-ho – letra (faixa 1)
- Oh Yu-won – letra (faixa 1)
- Dwayne Abernathy Jr. – composição (faixa 1 e 3)
- Ryan S. Jhun – composição, arranjo (faixa 1 e 3)
- Ericka J. Coulter – composição (faixa 1 e 3), vocais de fundo (faixa 1)
- Deanna DellaCioppa – composição (faixa 1 e 3)
- Matthew Jaragin – composição (faixa 1 e 3)
- Brian U (The Hub) – composição, arranjo, bateria, sintetizadores (faixa 2 e 4)
- Enan (The Hub) – composição, arranjo, bateria, sintetizadores (faixa 2 e 4),
- MarkAlong (The Hub) – composição, arranjo, bateria, sintetizadores (faixa 2 e 4)
- Charlotte Wilson (The Hub) – composição (faixa 2 e 4), direção vocal (faixa 2)
- Chanti (The Hub) – composição (faixa 2 e 4)
- EJAE – composição (faixa 2 e 4), vocais de fundo (faixa 2), direção vocal (faixa 2)
- Awry (The Hub) – composição (faixa 2 e 4), vocais de fundo (faixa 4)
- Ayushy (The Hub) – composição (faixa 2 e 4)
- Jan Baars (The Hub) – composição (faixa 2 e 4)
- Rajan Muse (The Hub) – composição (faixa 2 e 4)
- Dem Jointz – arranjo, teclado, bateria (faixa 1 e 3)
- Jade – baixo (faixa 2 e 4)
- BananaGaraG – baixo (faixa 2 e 4)
- Paper Planet – guitarra (faixa 2 e 4)
- TRIAD – guitarra (faixa 2 e 4)
- Lily – vocais de fundo (faixa 1)
- Frankie Day – vocais de fundo (faixa 2)
- Ayushy – vocais de fundo (faixa 2)
- Brian U (The Hub) – direção vocal (faixa 2)
- Enan (The Hub) – direção vocal (faixa 2)
- MJ – gravação (faixa 1 e 3)
- Gun Hye-jin – gravação (faixa 2 e 4)
- Lee Kyung-won – edição digital (faixa 1 e 3)
- Lee Sang-yeob – edição vocal (faixa 2)
- Jiyoung Shin NYC – edição vocal (faixa 2)
- Alawn – mixagem (faixa 1 e 3)
- Jaycen Joshua – mixagem (faixa 2 e 4)
- Jacob Richards – mixagem (assistente) (faixa 2 e 4)
- Mike Seaberg – mixagem (assistente) (faixa 2 e 4)
- DJ Riggins – mixagem (assistente) (faixa 2 e 4)
- Kwon Nam-woo – masterização (faixa 1 e 3)
- Chris Gehringer – masterização (faixa 2 e 4)

## Desempenho nas paradas musicais
| Parada (2022)                      | Melhores posições |
| ---------------------------------- | ----------------- |
| Japão (Combined Singles da Oricon) | 29                |
| Coreia do Sul (Gaon)               | 1                 |

| Parada (2022)        | Posição |
| -------------------- | ------- |
| Coreia do Sul (Gaon) | 3       |

| Parada (2022)          | Posição |
| ---------------------- | ------- |
| Coreia do Sul (Circle) | 35      |

## Certificações
| Região                                                       | Certificação | Unidades/vendas |
| ------------------------------------------------------------ | ------------ | --------------- |
| Coreia do Sul (Circle)                                       | 2× Platina   | 500.000‡        |
| ‡vendas+valores de streaming baseados apenas na certificação |              |                 |

## Histórico de lançamento
| Região        | Data                    | Formato                    | Gravadora   |
| ------------- | ----------------------- | -------------------------- | ----------- |
| Coreia do Sul | 22 de fevereiro de 2022 | CD                         | JYP Dreamus |
| Várias        | 22 de fevereiro de 2022 | Download digital streaming | JYP Dreamus |